# كيفن ديني
كيفن ديني (بالإنجليزية: Kevin Denney)‏ هو كاتب أغاني أمريكي، ولد في 27 يناير 1978.

## وصلات خارجية
- كيفن ديني على موقع ميوزك برينز (الإنجليزية)
- كيفن ديني على موقع ديسكوغز (الإنجليزية)